# Arrondissement Brignoles
Das Arrondissement Brignoles ist eine Verwaltungseinheit des Départements Var innerhalb der französischen Region Provence-Alpes-Côte d’Azur. Unterpräfektur ist Brignoles.
Im Arrondissement liegen sechs Wahlkreise (Kantone) und 67 Gemeinden.

## Wahlkreise
- Kanton Brignoles (mit 11 von 12 Gemeinden)
- Kanton Flayosc (mit 14 von 34 Gemeinden)
- Kanton Garéoult (mit 11 von 12 Gemeinden)
- Kanton Le Luc (mit 9 von 11 Gemeinden)
- Kanton Saint-Cyr-sur-Mer (mit 3 von 9 Gemeinden)
- Kanton Saint-Maximin-la-Sainte-Baume

## Gemeinden
| 1. Aiguines (83002)                       | 2. Artignosc-sur-Verdon (83005)         | 3. Artigues (83006)                  | 4. Aups (83007)                       |
| 5. Barjols (83012)                        | 6. Baudinard-sur-Verdon (83014)         | 7. Bauduen (83015)                   | 8. Besse-sur-Issole (83018)           |
| 9. Bras (83021)                           | 10. Brignoles (83023)                   | 11. Brue-Auriac (83025)              | 12. Cabasse (83026)                   |
| 13. Camps-la-Source (83030)               | 14. Carcès (83032)                      | 15. Carnoules (83033)                | 16. Châteauvert (83039)               |
| 17. Correns (83045)                       | 18. Cotignac (83046)                    | 19. Entrecasteaux (83051)            | 20. Esparron (83052)                  |
| 21. Flassans-sur-Issole (83057)           | 22. Forcalqueiret (83059)               | 23. Fox-Amphoux (83060)              | 24. Garéoult (83064)                  |
| 25. Ginasservis (83066)                   | 26. Gonfaron (83067)                    | 27. La Celle (83037)                 | 28. La Roquebrussanne (83108)         |
| 29. La Verdière (83146)                   | 30. Le Cannet-des-Maures (83031)        | 31. Le Luc (83073)                   | 32. Le Thoronet (83136)               |
| 33. Le Val (83143)                        | 34. Les Mayons (83075)                  | 35. Les Salles-sur-Verdon (83122)    | 36. Mazaugues (83076)                 |
| 37. Méounes-lès-Montrieux (83077)         | 38. Moissac-Bellevue (83078)            | 39. Montfort-sur-Argens (83083)      | 40. Montmeyan (83084)                 |
| 41. Nans-les-Pins (83087)                 | 42. Néoules (83088)                     | 43. Ollières (83089)                 | 44. Pignans (83092)                   |
| 45. Plan-d’Aups-Sainte-Baume (83093)      | 46. Pontevès (83095)                    | 47. Pourcieux (83096)                | 48. Pourrières (83097)                |
| 49. Puget-Ville (83100)                   | 50. Régusse (83102)                     | 51. Rians (83104)                    | 52. Rocbaron (83106)                  |
| 53. Rougiers (83110)                      | 54. Sainte-Anastasie-sur-Issole (83111) | 55. Saint-Julien (83113)             | 56. Saint-Martin-de-Pallières (83114) |
| 57. Saint-Maximin-la-Sainte-Baume (83116) | 58. Saint-Zacharie (83120)              | 59. Seillons-Source-d’Argens (83125) | 60. Tavernes (83135)                  |
| 61. Tourtour (83139)                      | 62. Tourves (83140)                     | 63. Varages (83145)                  | 64. Vérignon (83147)                  |
| 65. Villecroze (83149)                    | 66. Vinon-sur-Verdon (83150)            | 67. Vins-sur-Caramy (83151)          |                                       |

## Neuordnung der Arrondissements 2017

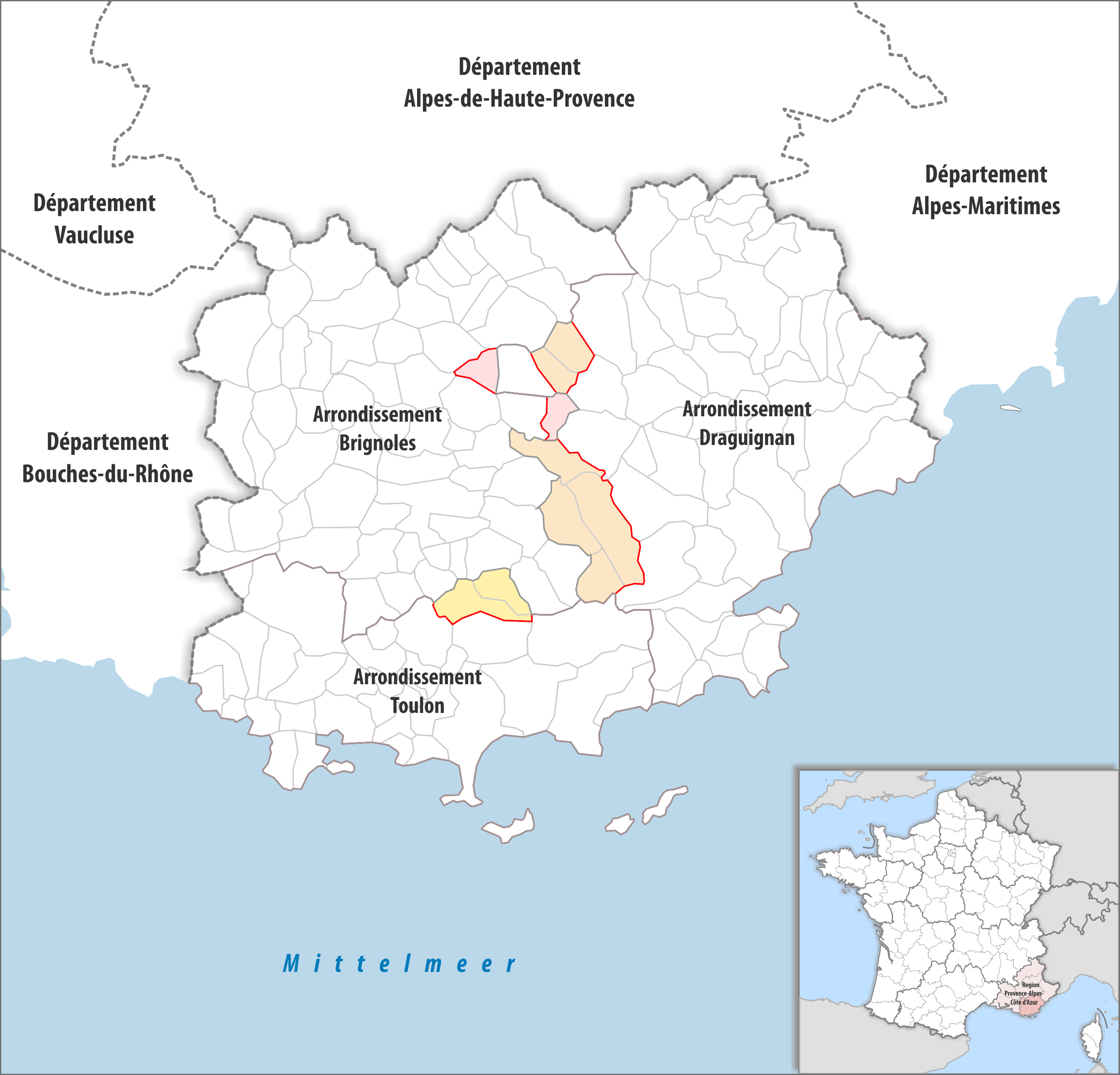
Arrondissementsanpassungen im Jahr 2017

Durch die Neuordnung der Arrondissements im Jahr 2017 wurde die Fläche der 6 Gemeinden Le Cannet-des-Maures, Le Luc, Le Thoronet, Les Mayons, Tourtour und Villecroze aus dem Arrondissement Draguignan sowie die Fläche der 2 Gemeinden Carnoules und Puget-Ville aus dem Arrondissement Toulon dem Arrondissement Brignoles zugewiesen.
Dafür wechselten die Fläche der zwei Gemeinden Saint-Antonin-du-Var und Sillans-la-Cascade vom Arrondissement Brignoles zum Arrondissement Draguignan.